# Redes económicas
Las Redes económicas es el campo de estudio de la ciencia económica que estudia las redes de relaciones que determinan fenómenos económicos. Es la metodología de la economía fundamental para comprender cómo las redes sociales afectan el comportamiento, qué estructuras de red es probable que surjan en una sociedad y por qué nos organizamos como lo hacemos.

## Economistas destacados
- Matthew Jackson
- Benjamin Golub
- Matthew Elliott (Matt Elliott)
- David Baqaee